# Zastava Maroka
Zastava Maroka je crvena sa zelenim pentagramom s crnim ivicama.
Rahid Sbihi rekao je da je prvo odlučeno da zastava bude samo crvena, kao simbol monarhije. Nacionalna bi imala zvijezdu šesterokraku, koja je poslije zamijenjena petokrakom. Šestokraka nije Davidova zvijezda, već simbol života, mudrosti i zdravlja.
Zastava je predstavljena narodu tek po neovisnosti 1956.